# Centre d’Interpretació de la Cultura de la Pansa
El Centre d’Interpretació de la Cultura de la Pansa (CIP) a Ròtova és un centre preparat per treballar, reflexionar i mostrar com es treballava la transformació del raïm en pansa i per entendre com ha evolucionat la societat d’aquesta cultura.

## El Centre d'Interpretació
Ocupa l’edifici del riurau del Roig o la Rogeta, remodelat i està situat a l’oest de Ròtova a la urbanització Serreta de la Minyana.
Al CIP es pot observar el procés de transformació i elaboració de la pansa, als usos rurals d’abans, a les costums socials associades als treballs de l’agricultura i a la important economia agrocomercial sorgida de la producció de la pansa.Compta amb una col·lecció de ferramentes i utensilis antics que s'utilitzaven per elaborar la pansa així com panels informatius. Es mostra des de quan s'asseca el raïm al País Valencià i l’extensió territorial d’esta pràctica; les diferents maneres d’assecar el raïm moscatell; l’elaboració tradicional de la pansa i les ferramentes que s'hi empren; també el procés, pas a pas, des de la preparació del lleixiu, el fornal i la caldera, fins l’emmagatzemament; l’arquitectura de la pansa: el riurau. Finalment es una aproximació a l’època daurada de la pansa.

## El Riurau del Roig

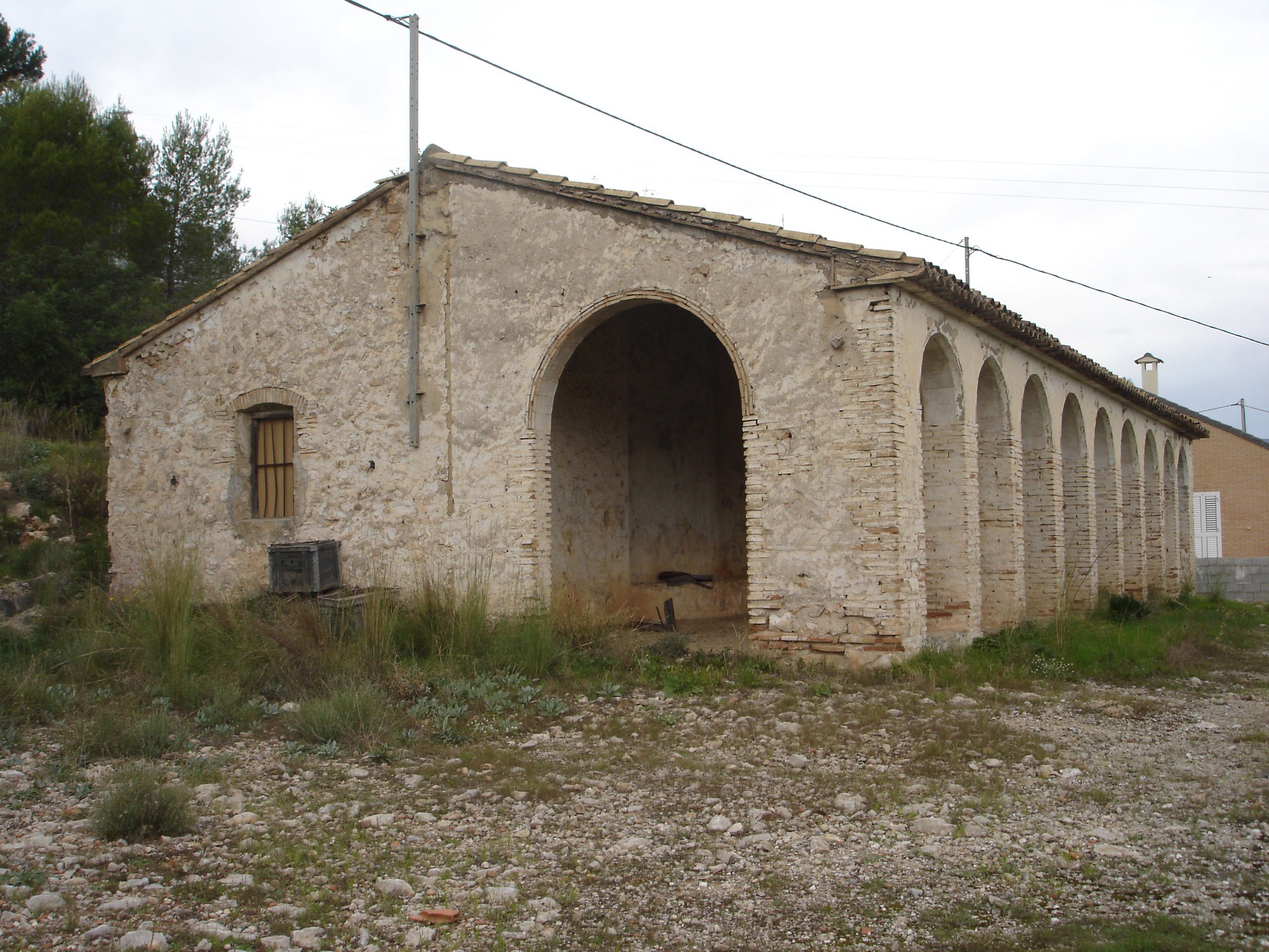
Febrer del 2007

L’antic Riurau del Roig on s'ubica el Centre d’Interpretació de la Pansa, és un edifici de gran senzilla arquitectònica edificat en funció de l’activitat agroindustrial d’assecament del raïm per a la producció de la pansa.
Les vuit arcades que miren al sud, ara tancades, tenien la funció de permetre l'assecat de la pansa penjada airejant-la i protegint-la al mateix temps de la pluja. La part originalment tancada de l’edifici era emprada com a espai d’habitatge i per guardar les eines del treball agrícola i comercial derivades d’aquesta activitat.
L’edifici és de planta rectangular amb un mur de càrrega central que separa la part tancada destinada a la vivenda, del riurau obert amb 11 arcs de mig punt on es guardava la pansa.Cal destacar que els arcs que miren al sud són més estrets del que habitualment solen donar-se als riuraus, motiu pel qual no devien passar els canyissos a través d’estos; és probable que s'utilitzaren els ulls laterals per entrar-ne i traure’n.
El tipus de material emprat en la fàbrica combina la maçoneria per als murs de càrrega, amb la rajola massissa per a les cantoneres i els ulls del riurau. El tipus de coberta és a dues vessants amb teula moresca descansant damunt canyís. La part davantera del riurau està ocupada pel sequer o l’era on s'empilaven els canyissos. El fornal on s'escaldava la pansa s'ha construït de nou al reformar l’edifici com a centre d'interpretació de la pansa.